# 摂津鉄道1号形蒸気機関車
1号形は、摂津鉄道が使用していた蒸気機関車である。なお、この呼称は、同社では機関車に形式称号を付与していなかったため、便宜的に付したものである。

## 概要
摂津鉄道は後の福知山線および支線の旧尼崎港線の尼崎港 - 川西池田間に相当する尼崎 - 池田間を運行していた鉄道であり、さらにその前身の軌間1067 mmで尼崎 - 伊丹間の馬車鉄道であった川辺馬車鉄道を軌間762 mmの蒸気鉄道に転換し、かつ伊丹 - 池田間を延長したもので、1893年12月12日に尼崎 - 池田間の運行を開始している。
この鉄道は日本の一般営業の狭軌蒸気鉄道としては1885年開業・軌間838 mmの阪堺鉄道、1888年開業・軌間762 mmの伊豫鉄道に次ぐ3番目のものであった、1895年度時点で機関車4機と客車および貨車各20両で運行され、旅客輸送量665千人、貨物輸送量17千 tの実績となっていたが、この4機の機関車が本項で記述する1号形蒸気機関車である。
一方、大阪 - 舞鶴間の路線の開業を目論んでいた阪鶴鉄道は摂津鉄道をその路線の一部とするためこれを買収することを計画しており、両社協議の結果1893年11月25日に摂津鉄道が阪鶴鉄道に一切の資産を譲渡する契約が締結されて1897年2月16日に譲渡が完了し、摂津鉄道株式会社は解散している。譲渡後、旧摂津鉄道の東海道線北側の神崎 - 池田間のうち塚口 - 池田間の多くは阪鶴鉄道線の一部として1897年12月に軌間1067mmに改軌され、翌1898年6月に神崎（現尼崎）- 塚口間が開業した一方、残った東海道線南側の尼崎 - 長洲間は軌間762mmのまま残ったが、1901年に官設鉄道線（現東海道本線）との立体交差化および1067 mm軌間への改軌工事のために休止された。本形式の阪鶴鉄道での形式・番号についての記録はなく、また、1067 mm軌間への改軌の進展に伴い本形式は営業用機関車としての運用を終了したと推測されているが廃車年月についての記録もなく、塚口 - 池田間改軌の時点で2機が、尼崎 - 長洲間の休止の時点で残る2機が廃車となったと推測されている。

## SLM製造番号834-837号機
摂津鉄道1号形が具体的にどのような機関車であったかに関する記録は発見されていないが、1893年にスイスのSLMが4両を製造し（製造番号 834 - 837）、同じくスイスのファーブル・ブラント商会が日本向けとして取り扱った納入先不明の軌間762mm、外側台枠式、車軸配置C、運転整備重量8.6t、2気筒単式の飽和式ウェルタンク機関車を製造番号順に1 - 4と付番したものが摂津鉄道1号形に該当する機体であると推定されている。

### 摂津鉄道1号形との関連
SLM製造番号834-837号機について鉄道車輌史研究家の臼井茂信は、
注文主または使用開始の鉄道が明確でない。ただ摂津鉄道ではないかと推定できる程度で、確証が見当たらないのである。（中略）つまり摂津が阪鶴に買収され、改軌後不要になった機関車が、岡本彦馬の前身、関西採炭（松浦炭礦）に移ったという推理である。（中略）同時代の軽便で使用機関車の判明していないものは他にもあり、これらにも目を移す必要があろう。たとえば、1890年操業開始の芳谷炭礦鉄道などがその一例で、（中略）松浦の〈スイス・ロコ〉はここから転用されたとも考えられる。—臼井茂信、機関車の系譜図 I
としており、また、同じく蒸気機関車研究家の金田茂裕は
ファヴル・ブラント商会の取扱いでスイス機関車・機械製作所が1893年にW Nos .834-837、引渡し時の機関車番号1-4として製作した外側台枠式の機関車があった。これは摂津鉄道のNos.1-4と考えて間違いないと思う（後略）。—金田茂裕、形式別・国鉄の蒸気機関車　別冊 国鉄軽便線の機関車
SLMのリストにはどこにも摂津鉄道納入とは書いていない。最初につけた番号がNos.1-4と判っているだけであるが、摂津鉄道が購入したことはもはや疑う余地はない程確かであろう。—金田茂裕、SLM（スイス）の機関車　A.ボルジッヒの機関車　クレイン機関車追録
としている。
一方、SLM製造番号834-837号機のうち、製造番号837号機は1936年10月の佐世保鉄道の国有化に伴い、同鉄道の14号機から国鉄ケ215号機となった機体であることが現車で確認されている。佐世保鉄道の記録およびそれを引継いだ国鉄の記録によると、この機体は1898年フランス製とされており、また、佐世保鉄道が岡本彦馬個人所有の専用鉄道を譲受した際に同専用鉄道が所有していたた本機を併せて譲受し、他の譲受機（1-5→11-15号機）と同様に元の番号に10を加えて14号機としたものとされている。これらの記録に関し、臼井茂信は、製造年については本機を岡本彦馬の専用鉄道のさらに前身の前身である関西採炭が本機を購入した年であり、製造国については製造銘板がフランス語表記であったための誤認であると推測している。
また、ケ215号機と同じく佐世保鉄道が岡本彦馬専用鉄道とともに譲受して13号機とし、後に国鉄ケ600号機となった機体の運転室の形状はSLM製造番号834-837号機の運転室の形状と類似の形状のものとなっている。これに関し、金田茂裕は、同機はもともと岡本彦馬の専用鉄道の前身である松浦炭礦の推定5号機で、岡本彦馬専用鉄道が保有していた際にオリジナルの運転室から、同専用鉄道が保有していたSLM製番836号機（機番3）から「3」の切抜文字の番号をつけた部材を流用した運転室に改造してそのまま3II号機となったものと推定しており、その後佐世保鉄道では本機の運転室の「3」の切抜文字の脇に少しサイズの大きい「1」の切抜文字を設置して13号機としている。

### 構造
弁装置は、クルーク式と呼ばれるジョイ式と同様のラジアルギア方式の一種で、日本では珍しい方式である。主連棒の大端は、上方少し前にずらして取り付けられていた。また、主動輪は第2動輪であり、シリンダーは1/6という急角度で高位置に設置されている。蒸気ドームは円筒形で天板はネジ止めされており、平らな頂部には安全弁が設けられている。砂箱は蒸気ドームの後部に箱型のものが設けられた。
本機の弁装置は、クルーク式と呼ばれるジョイ式と同様のラジアルギア方式の一種で、日本では非常に珍しい方式であり、主動輪は第2動輪で、主連棒の大端は、上方少し前にずらして取り付けられていた。また、シリンダーは1/6という急角度で高位置に設置されている。これは欧州の路面機関車で類似の機体が見られるもので、SLMでも1887、90年製のスイスのフラウエンフェルト-ヴィル鉄道G3/3 1-4形や、本形式とほぼ同型のエジプト向けの路面機関車などの導入事例がある。蒸気ドームは円筒形で、天板はネジ止めされており、平らな頂部には安全弁が設けられている。砂箱は蒸気ドームの後部に箱型のものが設けられた。また、連結器はSLMの組立図上ではドロップフック式のものが装備されている。

### 推定される経歴
摂津鐵道および阪鶴鉄道での経歴は前述の通りで、旧摂津鉄道線の改軌後のタイミングで廃車となったとされている。
阪鶴鉄道で廃車となった旧摂津鉄道1号形（阪鶴鉄道形式番号不明機）のうち旧摂津鐵道3, 4号機（製造番号 836, 837）は、長崎県の関西採炭松浦炭坑に譲渡されてそのままの番号で使用された。関西採炭は1899年6月に解散しており、松浦炭坑はその後合資会社松浦炭礦（1902年設立）の所有となり、さらに1932年3月の同社倒産に伴い同社の支配人であった岡本彦馬の個人所有の専用鉄道は1933年8月16日許可で佐世保鉄道に譲渡されて地方鉄道に変更となり、10月24日届出で貨物営業を、翌1934年2月11日届出で旅客営業を開始しているとなった。
その後、岡本彦馬専用鉄道は1933年8月16日付けで佐世保鉄道に買収されて同社の世知原線となり、本形式のうち4号機が佐世保鉄道14号機となった。一方、3号機は佐世保鉄道買収までの間に事故で破損し、廃車となったと考えられており、その運転室部分が松浦炭礦の推定5号機（後の佐世保鉄道13号機→鉄道省ケ600号機）に転用されたと推測されている。
1936年10月1日、佐世保鉄道が国有化されて松浦線となったことに伴い、本機は鉄道省のケ215形（ケ215号機）となった。用途は、国有化前から世知原駅での入換で、1938年にケ600号機が廃車になると、その代機として臼ノ浦駅に移転した。しかし、1939年には東唐津に転属し、据え置きボイラー代用とされた。1941年6月（1944年とする文献もある）に廃車となり解体された。

### 主要諸元
製造時のSLM組立図による値、（）内は佐世保鉄道14号機および国鉄ケ215号機における値
- 軌間：762 mm
- 車軸配置：C
- 全長：4790 mm（4755 mm）
- 全高：2800 mm（2770 mm）
- 動輪直径：600 mm（610 mm）
- 軸距：1100 + 1000 = 2100 mm（1080 + 1000 = 2080 mm）
- 連結器
  - 方式：ドロップ・フック式（ピン・リンク式）
  - 高さ：660 mm（570 mm）
- 弁装置：クルーク式[19]（マーシャル式ヴィンタートゥール形）
- シリンダー（直径×行程）：180 mm × 300 mm（180 mm × 305 mm）
- ボイラー
  - 内径：700 mm
  - 中心高：1280 mm（1285 mm）
  - 圧力：12.0 kg/cm2
  - 火格子面積：0.28 m2（0.30 m2）
  - 伝熱面積
    - 全伝熱面積：16.65 m2（17.26 m2）
    - 煙管伝熱面積：14.55 m2（14.47 m2）
    - 火室伝熱面積：2.1 m2（2.79 m2）

  - 水容量：5.5 m3
  - 小煙管（直径×長×数）：38 mm × 1700 mm × 38本[19]（44.5 mm × 1713 mm × 48本）
- 機関車重量/動輪上重量
  - 空車：7.0 t（7.0 t）
  - 運転整備時：8.6 t（8.0 t）
- 水タンク容量：0.65 m3（0.71 m3）
- 燃料積載量：0.40 t（0.4 t）
- ブレーキ方式：手ブレーキ

### 同系機
SLMでは製番834-837号機とほぼ同型のエジプト向け路面機関車をはじめとして、同様の構造の機関車を製造しており、併用軌道を有する鉄道などで使用されていた。
- バッヒェム社扱・エジプト向け路面機関車（エジプト）
  - 1-3号機（製番1133-1135、1898年製）750 mm軌間、車軸配置C[6][5]
- ヴァルデンブルク鉄道[注釈 11]（スイス）
  - G3/3 4形（製番458、1887年製）：750 mm軌間、車軸配置C、軸距1800 mm、運転整備重量14.9 t[20]
- フラウエンフェルト-ヴィル鉄道
  - G3/3 1-4形（製番461-463, 617、1887年製）：1000 mm軌間、車軸配置C、軸距1800 mm、運転整備重量15.8 t[10]
- ポン-サーニュ-ショー＝ド＝フォン鉄道鉄道[注釈 12]（スイス）
  - G3/3 1-3形（製番520-522、1889年製）：1000 mm軌間、車軸配置C、軸距1800 mm、運転整備重量15.0 t[21]
- ブルネ地域鉄道[注釈 13]（スイス）
  - G3/3 1-3形（製番618-619, 716、1890年製）：1000 mm軌間、車軸配置C、軸距1800 mm、運転整備重量16.0 t[21]、G3/3 1号機は現在ブロネイ-シャンビィ博物館鉄道[注釈 14]で動態保存されている
- カストロ・アレン鉱山鉄道[注釈 15]（スペイン）
  - 1-3、6-7号機（製番838-840（1893年製）、1811-1812（1907年製））：750 mm軌間、車軸配置C、2、6-7号機はのちに同じスペインのペリウエラ鉱山鉄道[注釈 16]に譲渡され、"Victor Felgueroao"、無番号、"Jose Gari"となる。

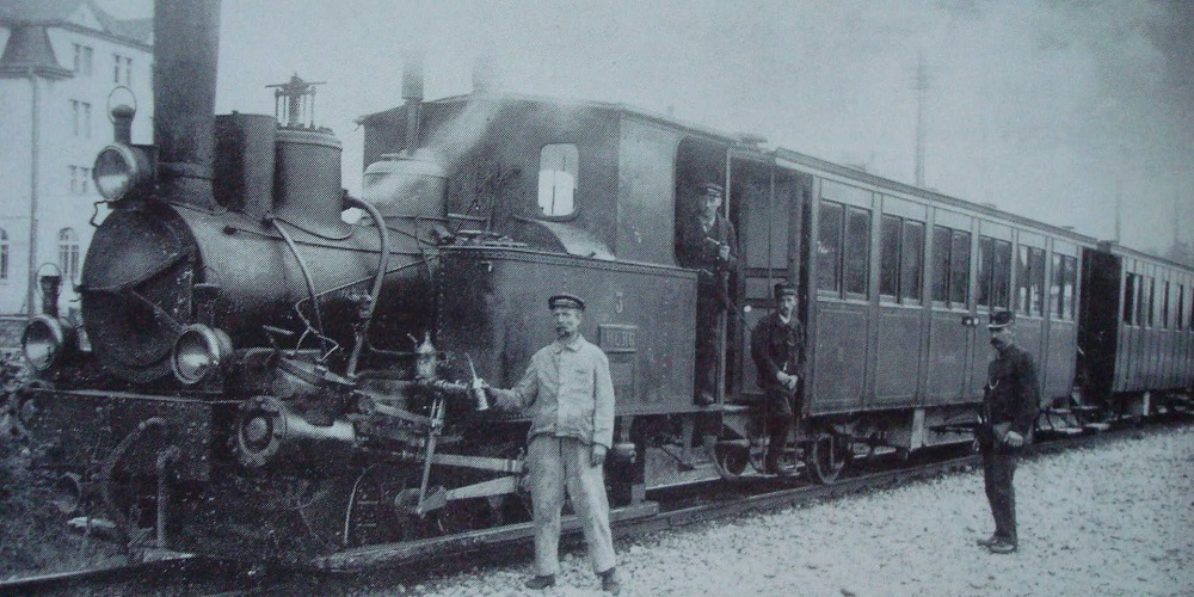
フラウエンフェルト-ヴィル鉄道のG3/3形、1900年頃、SLM製番834-837号機ではサイドタンクはなくウェルタンクのみを装備する
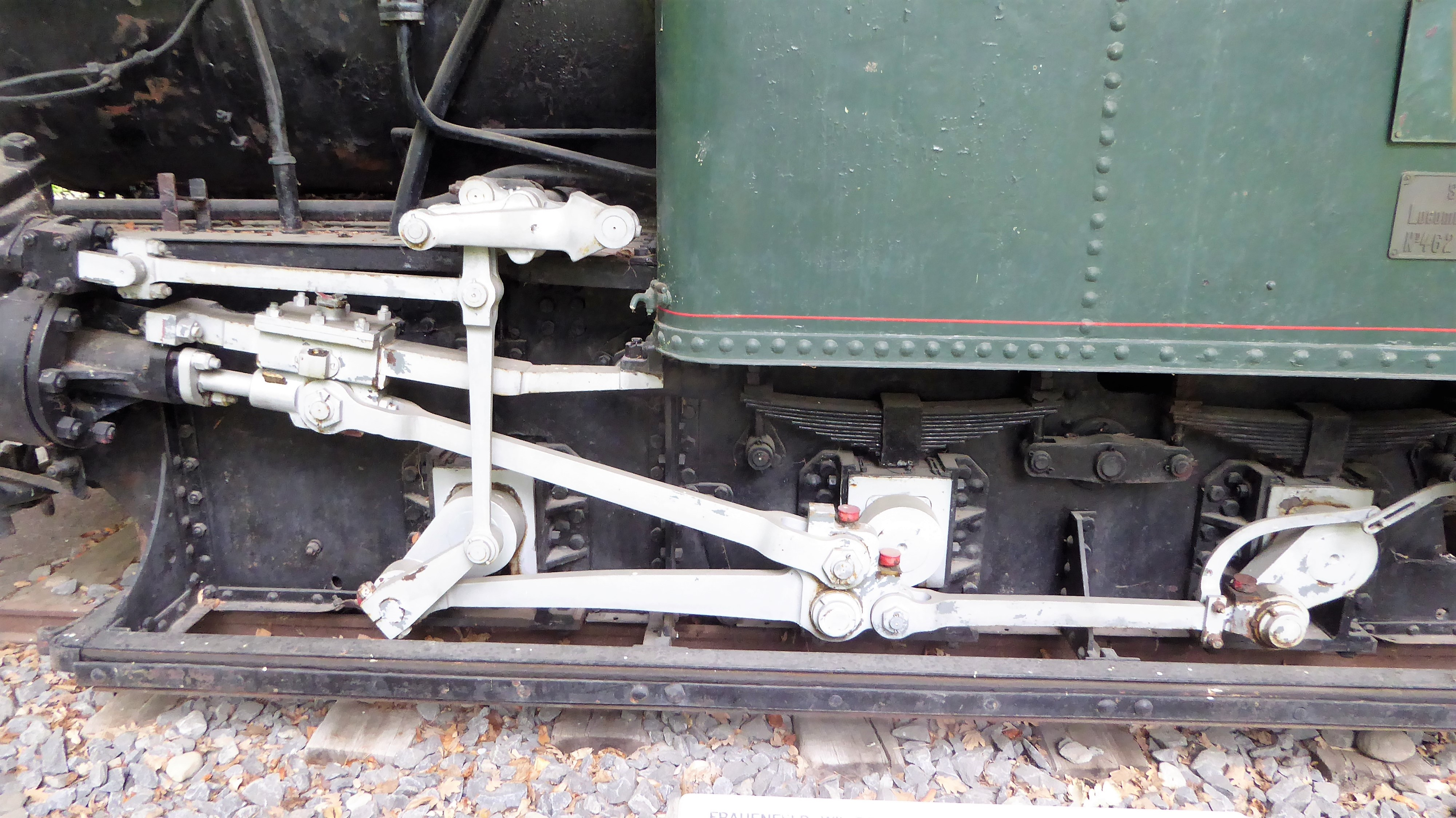
フラウエンフェルト-ヴィル鉄道G3/3形の弁装置、SLM製番834-837号機ではリターンクランクは第2動輪に設置される
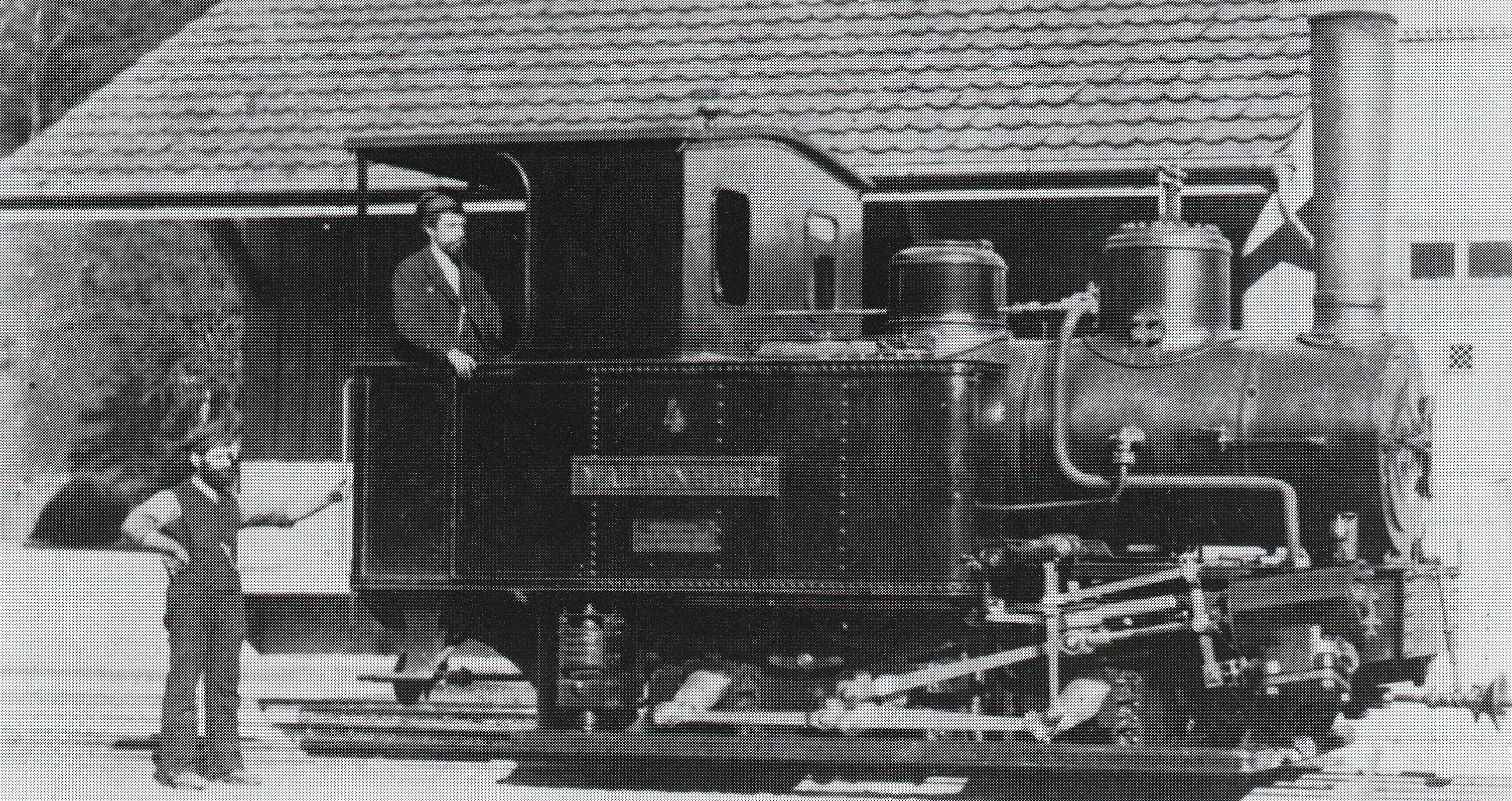
ヴァルデンブルク鉄道G3/3 4号機（製番458）、1886-1911年の間
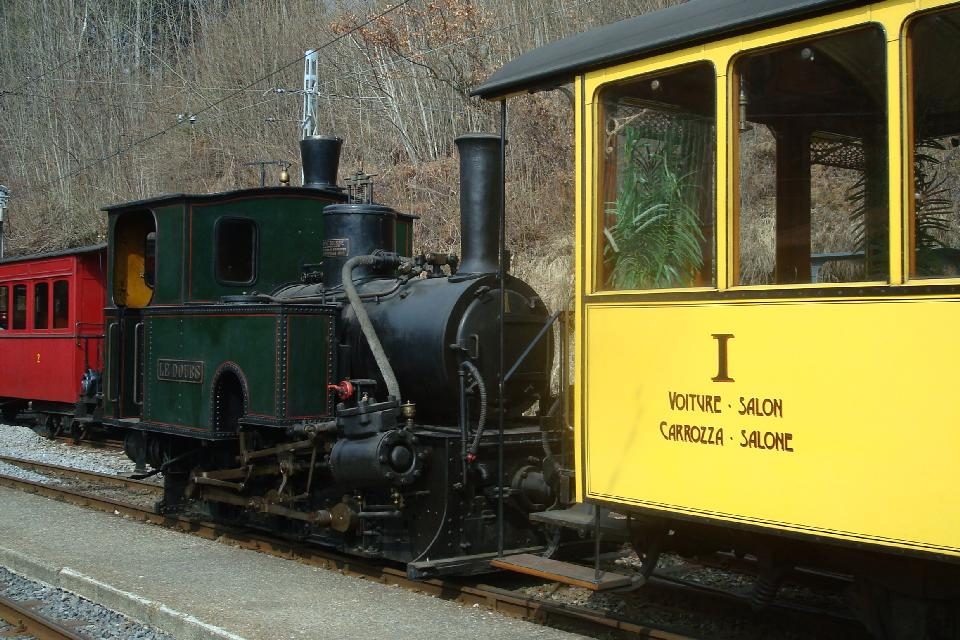
ブロネイ-シャンビィ博物館鉄道で動態保存されている元ブルネ地域鉄道のG3/3 1号機、2010年